# Spilosoma doerrisi
Spilosoma doerrisi är en fjärilsart som beskrevs av Charles Oberthür 1881. Spilosoma doerrisi ingår i släktet Spilosoma och familjen björnspinnare. Inga underarter finns listade i Catalogue of Life.